# Letiště Lima
Letiště Lima (IATA: LIM, ICAO: SPJC, dříve SPIM, Mezinárodní letiště Jorge Cháveze, španělsky Aeropuerto Internacional Jorge Chávez) je hlavním peruánským mezinárodním i domácím letištěm. Nachází se v Callao 11 km od hlavního města Limy a 17 km (11 mi) od Miraflores. V roce 2017 letiště obsloužilo 22 025 704 cestujících. Historicky bylo hubem společností Compañía de Aviación Faucett a Aeroperú. Nyní slouží jako hub pro mnoho leteckých společností. Jméno nese po peruánském letci Jorge Chávezovi (1887 - 1910).
Letiště podstupuje rekonstrukci, která by měla být hotová v roce 2023 a kolem roku 2030 by mělo letiště umožnit tranzit 40 milionům cestujících ročně.

## Nehody a incidenty
19. listopadu 2022: Airbus A320neo společnosti LATAM Airlines narazil při vzletu křídlem do hasičského vozu, který se pohyboval na dráze. Po nárazu začal Airbus s více než stovkou lidí na palubě hořet. Dva hasiči přišli ve zničeném voze o život, další je zraněn.